# 1962년 미스코리아
1962년 미스코리아는 1962년 6월 18일에 서울특별시 종로구의 창경원에서 열린 여섯번째 미스코리아 선발대회이다. 진에 당선된 서범주는 미스 유니버스에 참가하여 준결선까지 진출하였다.

## 입상자
| 대회 |        | 진 (眞) | 선 (善) | 미 (美) |
| ---- | ------ | ------- | ------- | ------- |
| 본선 | 서범주 | 손양자  | 정태자  |         |